# 函館東宝
函館東宝（はこだてとうほう）は、かつて北海道函館市松風町に所在していた東宝系映画館。
札幌東宝公楽や旭川東宝（いずれも2010年8月31日に閉館）と共に道内東宝系列映画館のネットワークを形成した劇場である。

## 歴史
- 1931年（昭和6年）開業の大門座が前身。その後東宝の直営となり東宝大門座[1]となるが、1962年（昭和37年）2月27日、運営が東宝本社から東宝北海道興行（後の北海道東宝株式会社）に移管される。
- 1972年（昭和47年）11月28日、改築により函館東宝劇場、函館スカラ座の2館体制としてリニューアル。41年続いた大門座の名称が消滅する。
- 1992年（平成4年）、改装により3スクリーンに増設され、館名を函館東宝1・2・3に統一する。
- 2001年（平成13年）12月、同館向かいに4スクリーンを有するシネマコンプレックス「函館シネマ大門」（現：シネマ太陽函館）がオープンし、競争が激化。その後も数々の邦画・洋画を上映してきたが、建物の老朽化も重なり2006年（平成18年）2月3日をもって閉館。最終興行として高倉健主演の『居酒屋兆治』と『海峡』が特別上映され、「大門座」時代から75年続いた歴史に幕を下ろした。
- 閉館から1年3ヵ月後の2007年（平成19年）5月、跡地にビジネスホテル『スーパーホテル函館』がオープンした。

## データ
- 所在地：北海道函館市松風町1番10号（現在の『スーパーホテル函館』の位置）
- 観客定員数（閉館時）
  - 東宝1（スクリーン1）：150席
  - 東宝2（スクリーン2）：150席
  - 東宝3（スクリーン3）：64席

### おもな上映作品
※出典のみられる主な作品である。
- エイリアン4（ジャン・ピエール・ジュネ監督・1998年）[2]
- 千と千尋の神隠し（宮崎駿監督・2001年）[3]
- ウォーターボーイズ（矢口史靖監督・2001年） - 同作に出演した俳優・前田紘孝（函館市出身）が舞台挨拶で来館したことがある[4]。
- スター・ウォーズ　エピソード2/クローンの攻撃（ジョージ・ルーカス監督・2002年）[5]
- 名探偵コナン 迷宮の十字路（こだま兼嗣監督・2003年）[6]
- イノセンス（押井守監督・2004年）[7]
- スチームボーイ（大友克洋監督・2004年）[8]
- 海猫（森田芳光監督・2004年） - 東映配給だが、函館市内に東映系列館がすでになかったせいか（後述）、函館東宝で上映されていた[9]。